# VC Merksplas
Volleybalclub Merksplas is een voormalige Belgische volleybalclub uit Merksplas. 

## Historiek
De club werd opgericht op initiatief van Eddy Heyns, Staf Dufraing en Stan Van Bavel en sloot op 19 juni 1971 aan bij het Koninklijk Belgisch Volleybalverbond (KBVBV). Voor haar eerste seizoen trad de club aan in de 2de provinciale reeks van de provincie Antwerpen. Er werd getraind en gespeeld in de fabriekshal van Fransen Merksplas (FRAM), die tevens optrad als sponsor.
In 2010 ging de club een samenwerking aan met VC Vosselaar, VC Vlimmeren en VC Beerse die tot eindelijk zou leiden tot een fusie onder de naam BVMV Volley Noorderkempen. Bij de fusie werd het stamnummer van VC Merksplas behouden.

## Bestuur
| Periode  | Voorzitter   |
| -------- | ------------ |
| ? - ?    | Jan Aerts    |
| ? - 2015 | Jos Van Meir |